# Claire Chaussee
Claire Chaussee (15 maggio 2000) è una pallavolista statunitense, schiacciatrice della LOVB Madison.

## Carriera

### Club
La carriera di Claire Chaussee inizia nei tornei scolastici del Wisconsin, giocando per la Sun Prairie East HS; parallelamente gioca anche a livello giovanile con il Capital. Dopo il diploma approda nella lega universitaria NCAA Division I con la Louisville, dove gioca dal 2018 al 2022: disputa due Final-4 spingendosi fino alla finale per il titolo durante il suo ultimo anno e riceve qualche riconoscimento individuale.
Nel dicembre 2022, appena terminata la carriera universitaria, firma il suo primo contratto professionistico in Italia, dove disputa la seconda parte della Serie A1 2022-23 con l'Helvia Recina. Torna quindi in patria, dove partecipa prima all'Athletes Unlimited 2023, venendo premiata come miglior schiacciatrice, e poi alla Pro Volleyball Federation 2024 con le Grand Rapids Rise, venendo inserita nell'All-PVF First Team.
Partecipa poi alla prima edizione della League One Volleyball, vestendo la maglia della LOVB Madison e venendo inserita nella seconda squadra delle LOVB Icons.

## Palmarès

### Premi individuali
- 2021 - NCAA Division I: Louisville Regional All-Tournament Team
- 2022 - All-America First Team
- 2022 - NCAA Division I: Louisville Regional All-Tournament Team
- 2022 - NCAA Division I: Omaha National All-Tournament Team
- 2023 - Athletes Unlimited Volleyball: Miglior schiacciatrice
- 2024 - Pro Volleyball Federation: All-PVF First Team
- 2025 - League One Volleyball: LOVB Icons Second Team